# Hosiojärvi (sjö i Finland)
Hosiojärvi är en sjö i Finland. Den ligger i kommunen Övertorneå i landskapet Lappland, i den norra delen av landet, 700 km norr om huvudstaden Helsingfors. Hosiojärvi ligger 112,7 meter över havet. Den är 7,6 meter djup. Arean är 74,9 hektar och strandlinjen är 4,81 kilometer lång. Sjön  ingår i Torne älvs huvudavrinningsområde. 